# Drosera menziesii
Drosera menziesii es una especie de  planta erecta o escandente, perenne tuberosa del género de plantas carnívoras Drosera. Es endémica de Australia Occidental.

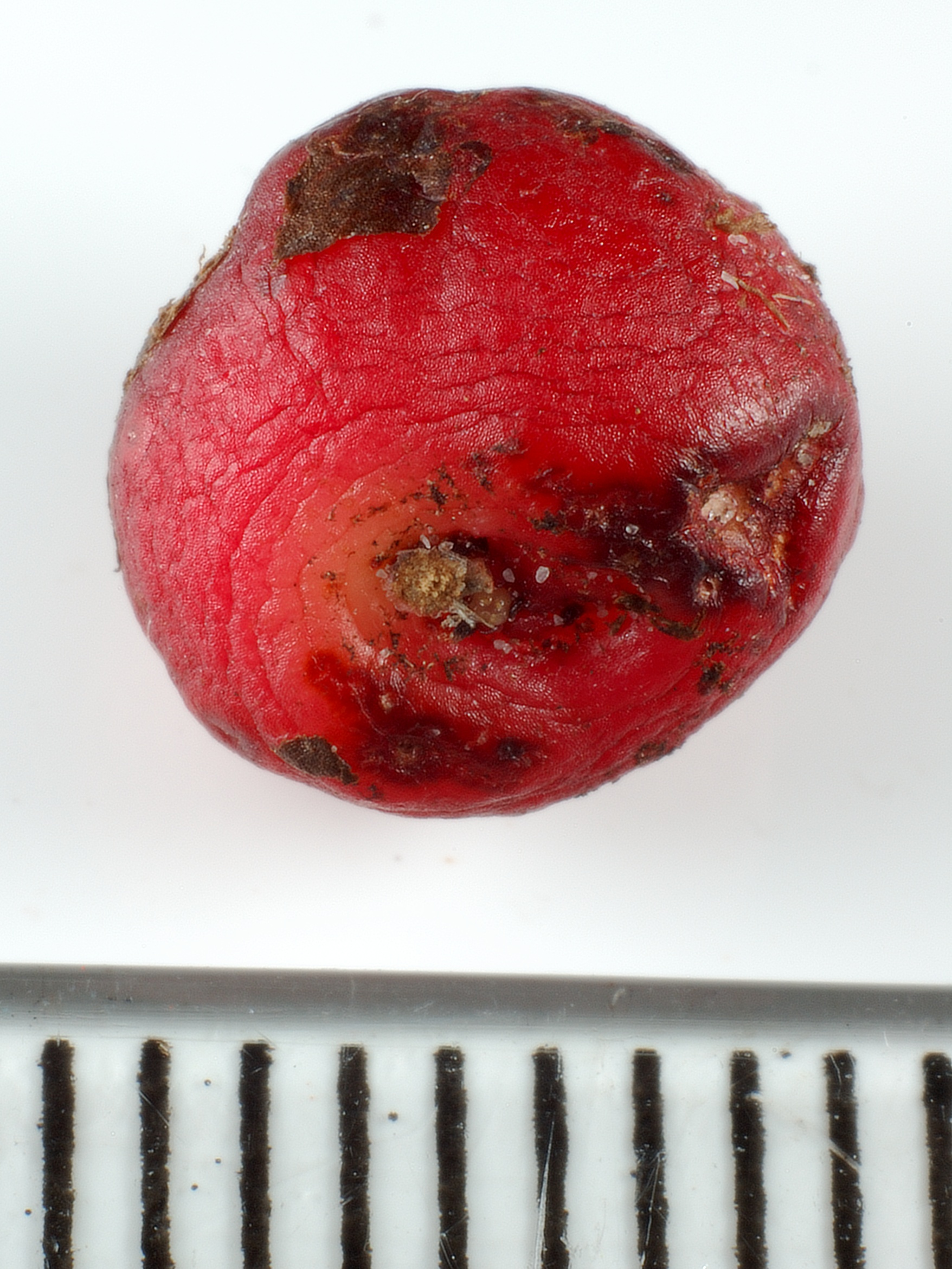
Tubérculo

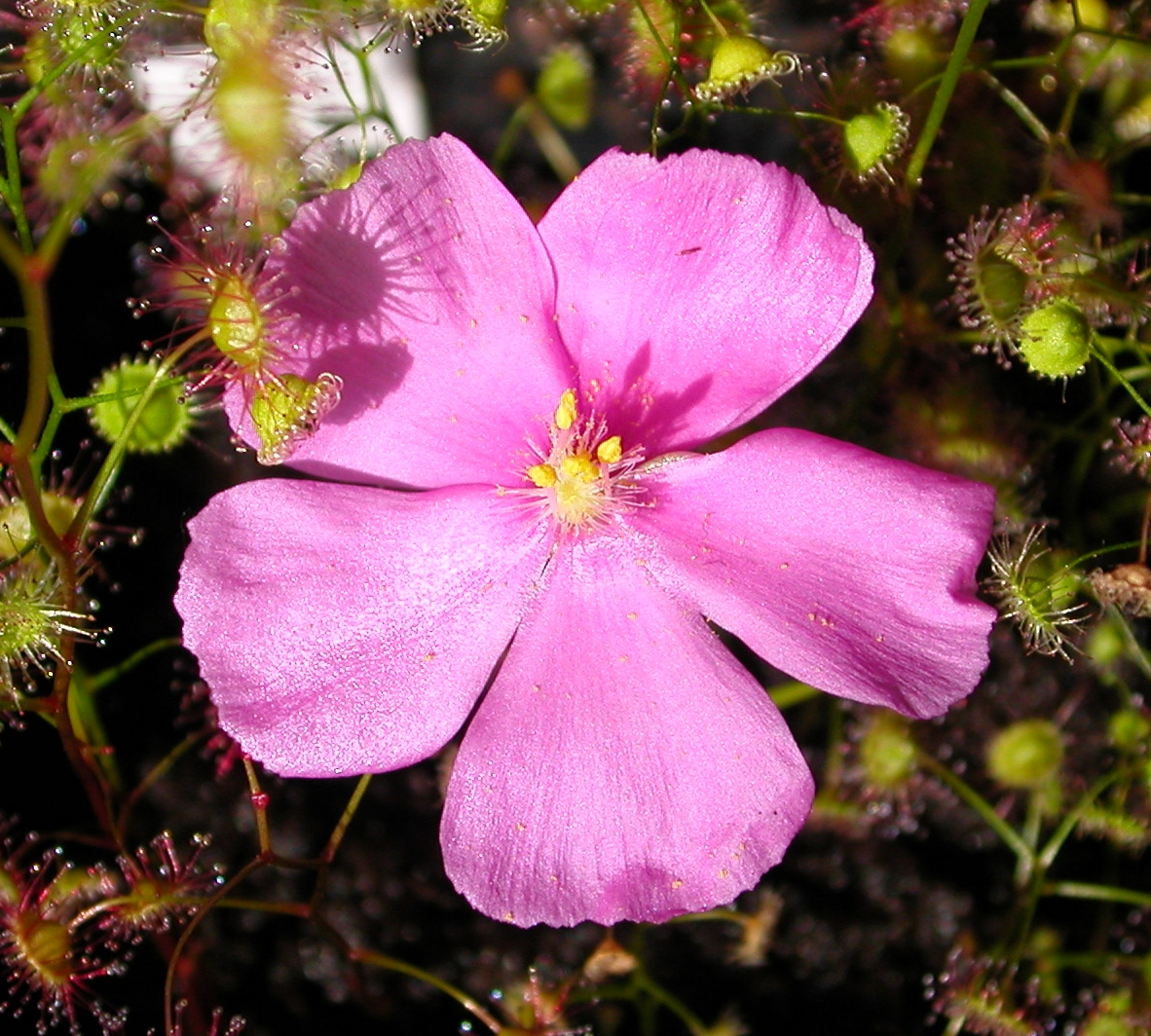
Detalle de la flor

## Distribución
Crece en una gran variedad de hábitats, incluido las depresiones húmedas de invierno, los pantanos y afloramientos de granito en suelos de arcilla o turba, de arena o limo.

## Descripción
Produce pequeñas hojas carnívoras circulares a lo largo de un ondulado tallo erecto que puede alcanzar los 0,05-1,1 m  de alto. Sus flores son de color rosa y surgen  desde julio a noviembre.

## Taxonomía
Drosera menziesii fue mencionado por primera vez por Robert Brown y luego formalmente descrita por Augustin Pyrame de Candolle en 1824. Cuatro subespecies han sido publicadas, entre ellas el autónimo. En 1864, George Bentham publicó tres variedades: var. albiflora,, que ahora es un sinónimo de D. macrantha y la var. flavescens que ya no es un taxón válido y se había utilizado para referirse a lo que ahora se conoce como D. intricata y Drosera subhirtella. En el mismo año, Bentham  describe una nueva especie, D. penicillaris, que Ludwig Diels reduce a una variedad de D. menziesii en 1906. N.G.Marchant y Allen Lowrie más tarde  trasladó la var. penicillaris a una subespecie de D. menziesii en 1992. Ludwig Diels también describe una nueva especie, D. thysanosepala en 1906, que G. N, Marchant reduce a una subespecie de D. menziesii en 1982. Por último, Marchant y Lowrie describen la subespecie basifolia en 1992, en la que se distingue el grupo denso de hojas basales, caulinares alternas en la parte inferior del tallo.
Etimología
Drosera: tanto su nombre científico —derivado del griego δρόσος (drosos): "rocío, gotas de rocío"— como el nombre vulgar —rocío del sol, que deriva del latín ros solis: "rocío del sol"— hacen referencia a las brillantes gotas de mucílago que aparecen en el extremo de cada hoja, y que recuerdan al rocío de la mañana.
menziesii: epíteto otorgado en honor del botánico Archibald Menzies.
Subespecies
- D. menziesii subsp. basifolia N.G.Marchant & Lowrie
- D. menziesii subsp. menziesii
- D. menziesii subsp. penicillaris (Benth.) N.G.Marchant & Lowrie
- D. menziesii subsp. thysanosepala (Diels) N.G.Marchant

Sinonimia
- Sondera menziesii (R.Br. ex DC.) Chrtek & Slavíková, Novit. Bot. Univ. Carol. 13: 44 (1999 publ. 2000).
- Drosera filicaulis Endl.[6]